# Трифон Джонев
Трифон Джонев е български актьор. Роден е на 14 февруари 1928 г. в село Карабунар, Пазарджишко. Легендарният комик е кръстен на чичо си Трифон, загинал при Одрин през 1913 г.
Починал на 24 февруари 2013 г. в София.

## Театър
Трифон Джонев повече от 40 години присъства на сцената на Национален музикален театър „Стефан Македонски“. Там една от най-успешните му роли е в „Българи от старо време“ (1973), където изпълнява ролята на Бай Либен. Участва и в „Хубавата Елена“ а последната му роля е в „Цигулар на покрива“.
Трифон Джонев е един от основателите на световноизвестния КВАРТЕТ БУФОСИНХРОНИСТИ. Негови колеги са Щилян Кунев (бащата на Меглена Кунева), Христо Руков (ректор на НАТФИЗ до смъртта си) и под ръководството на Константин (Тити) Хаджикостов, съпруг на оперетната прима Лиляна Кисьова. Този състав съществува повече от 30 години и се изявява в 39 страни по света. И до днес Трифон Джонев е известен с визията си на „бебето“ от този състав, който няма аналог в съвременната естрада.

## ТВ МЮЗИКЪЛ
- „Зех тъ, Радке, зех тъ!“ (1976) (Сава Доброплодни), мюзикъл - Драган - Събюв слуга

Национален състезател по шахмат на „Спартак“ (София).

## Филмография
| Година | Филми и Сериали            | Серии  | Копродукции                      | Роля                                              |
| ------ | -------------------------- | ------ | -------------------------------- | ------------------------------------------------- |
| 1983   | Господин за един ден       |        |                                  | бай Линко, кръчмарят                              |
| 1982   | Куче в чекмедже            |        |                                  |                                                   |
| 1982   | Под едно небе              |        |                                  |                                                   |
| 1982   | Царска пиеса               |        |                                  |                                                   |
| 1981   | Йо-хо-хо                   |        |                                  | италианеца Луиджи                                 |
| 1979   | Двойникът                  |        |                                  | баджанака на братовчеда Иван                      |
| 1967   | По тротоара                |        |                                  | дебелият турист                                   |
| 1964   | Невероятна история         |        |                                  | магазинерът                                       |
| 1964   | Непримиримите              |        |                                  |                                                   |
| 1963   | Ивайло                     |        |                                  | Шишко                                             |
| 1961   | Нощта срещу 13-и           |        |                                  | (като Тр. Джонев)                                 |
| 1960   | В тиха вечер               |        |                                  | бай Трифон, охраняващия полицай (като Тр. Джонев) |
| 1959   | Пътища                     | 2 нов. | (в 1-та новела „Другото щастие“) |                                                   |
| 1959   | В навечерието – (Накануне) |        | СССР / България                  | дебелият полицай                                  |
| 1958   | Звезди – (Sterne)          |        | България / ГДР                   | ковача                                            |
| 1957   | Земя                       |        |                                  |                                                   |
| 1956   | Две победи                 |        |                                  | Гуляшки                                           |